# بيسكوتر

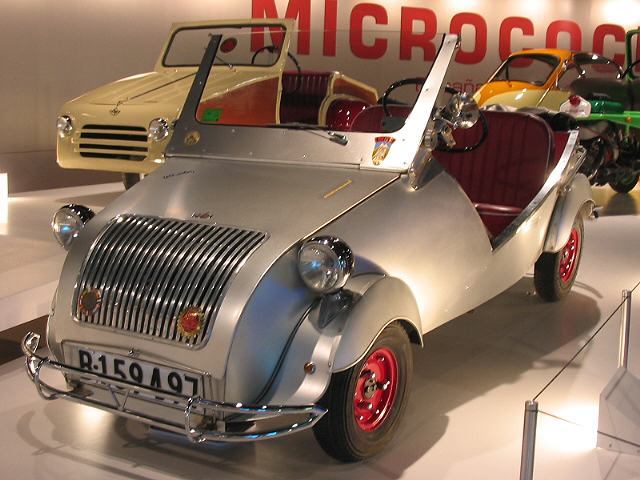
Biscúter 100

بيسكوتر(بالإسبانية: Biscúter)‏ سيارة من طراز ميكروكار من إنتاج شركة آس أي الكاتالونية للسيارات الوطنية تصنيعها في سان أدريان دي بيزوس، برشلونة، إسبانيا في منتصف القرن العشرين. بين عامي 1953 - 1960 كانت محاولة محتملة لتعزيز وتطرير وسيلة شعبية في إسبانيا بعد الحرب الأهلية الأسبانية، حتى ظهور سيت 600.

## خلفية
الصعوبات الاقتصادية التي مرت بها أوروبا في أعقاب الحرب العالمية الثانية وإسبانيا خصوصاً جعلت السيارة الصغيرة والأقتصادية الأكثر شعبية في العديد من البلدان، في إسبانيا، وبعد الحرب الأهلية وانتصر جيش الدكتاتور الجنرال فرانسيسكو فرانكو فيها، وكان نظام فرانكو يتطلع إلى اقتصاد الأسباني مزدهر وحاجته إلى خلق التكنولوجيا والصناعة الخاصة بها، مع محدودية مواردها والمواد الخام تقريبا. أصبحت إسبانيا معزولة سياسياً واقتصادياً كما لم تكن عضواً في الأمم المتحدة، واستمر الانعزال الاقتصاد الأسباني لعقدين من الزمن تقريبا، هذه ما أدخل البلاد في أزمة اقتصادية جعلت الدولة تعمل على مستوى أقل من بقية اقتصاديات دول أوروبا الغربية، واضطر إلى وضع بدائل محلية لصعوبة الحصول على المنتجات المستوردة التكنولوجيات الغربية، بيسكوتر صغيرة، بسيطة، والرخيصة وفقا للمعايير ميكروكار، إنتاجها يتناسب مع ذلك الوقت تلك البيئة الاقتصادية.

## السيارات في سوق إسبانيا في الخمسينات
السيارات لم تكن لتصل إلى مرحلة استهلاكية واسعة في أسبانيا، كما كان لدول مثل الولايات المتحدة الأمريكية، نيوزيلندا أو أستراليا، أو مثل دول صناعية من أوروبا مثل إنجلترا، فرنسا أو ألمانيا تشكل الانتعاش الاقتصادي بها بعد عشرين عاما من الحرب العالمية الأولى، كانت السيارة نادرة وباهظة الثمن في المناطق الريفية الفقيرة الأسبانية في النصف الأول من القرن العشرين، على الرغم من تواجدها في المدن الكبيرة، وخصوصا نماذج فورد أو سيتروين وكان معظم صناعة بيسكوتر تتركز في كاتالونيا، حيث ازدهرت في عدد من الرواد الذين وقفوا خارج بين مصنع كبير في منطقة سانت أندرو في برشلونة حيث توجد شركة أسبانو سويزا، من مكانة دولية كبيرة، وقبل أن يتم إعادة تسمية بيغاسوس وبناء الشاحنات على وجه الحصر.